# پژو ۱۰۰۷
پژو ۱۰۰۷ یک خودروی سه در کوچک است که توسط پژو از سال ۲۰۰۴ تا ۲۰۰۹ تولید شد و به دلیل قطعات داخلی قابل تعویض توسط کاربر و طراحی چهار ستون آن که دارای دو در کشویی برقی است، مورد توجه قرار گرفت. پلتفرم این خودرو با پژو ۲۰۶، سیتروئن سی۲ و سیتروئن سی۳ مشترک است. فروش در آوریل ۲۰۰۵ در اروپا آغاز شد.

## بررسی
۱۰۰۷ نسخه تولیدی کانسپت Sésame است که در سال ۲۰۰۲ در نمایشگاه خودرو پاریس ارائه شد.
این خودرو دارای گیربکس دستی خودکار اختیاری «2-Tronic» بود که (با نام «Sensodrive») در سیتروئن سی۲، سی۳ و سی۳ پلوریل که دارای موتورهای ۱٫۴ لیتری و ۱٫۶ لیتری بنزینی ۲۰۶ و موتورهای دیزلی ۱٫۴ لیتری و ۱٫۶ لیتری است استفاده می‌شد.
۱۰۰۷ با توجه به اندازه اش گران بود و قیمت آن حدود ۱۴۰۰۰ یورو / ۱۰۰۰۰ پوند بود. یورو ان‌سی‌ای‌پی دومین رتبه برتر خود برای ایمنی سرنشینان بزرگسال را به این خودرو اعطا کرد. ۱۰۰۷ به عنوان یک سوپرمینی، یک هاچ‌بک شهری، یک خودروی شهری و یک خودروی کوچک توصیف شده است؛ در حالی که برخی از ویژگی‌های ۱۰۰۷ با وسایل نقلیه چند منظوره (MPV) مقایسه شده است. این خودرو به‌طور کلی توسط فرنچ اسپیس به عنوان یک پتیت مونو اسپیس، مینی اسپیس (MPV کوچک) یا میکرو اسپیس (MPV کوچکتر) توصیف شده است. پینینفارینا، استودیوی طراح ۱۰۰۷، آن را به عنوان MPV توصیف کرد. پژو نیز از ۱۰۰۷ به عنوان برلینه مونوکروپس (خودروی تک جعبه‌ای) یاد می‌کند.

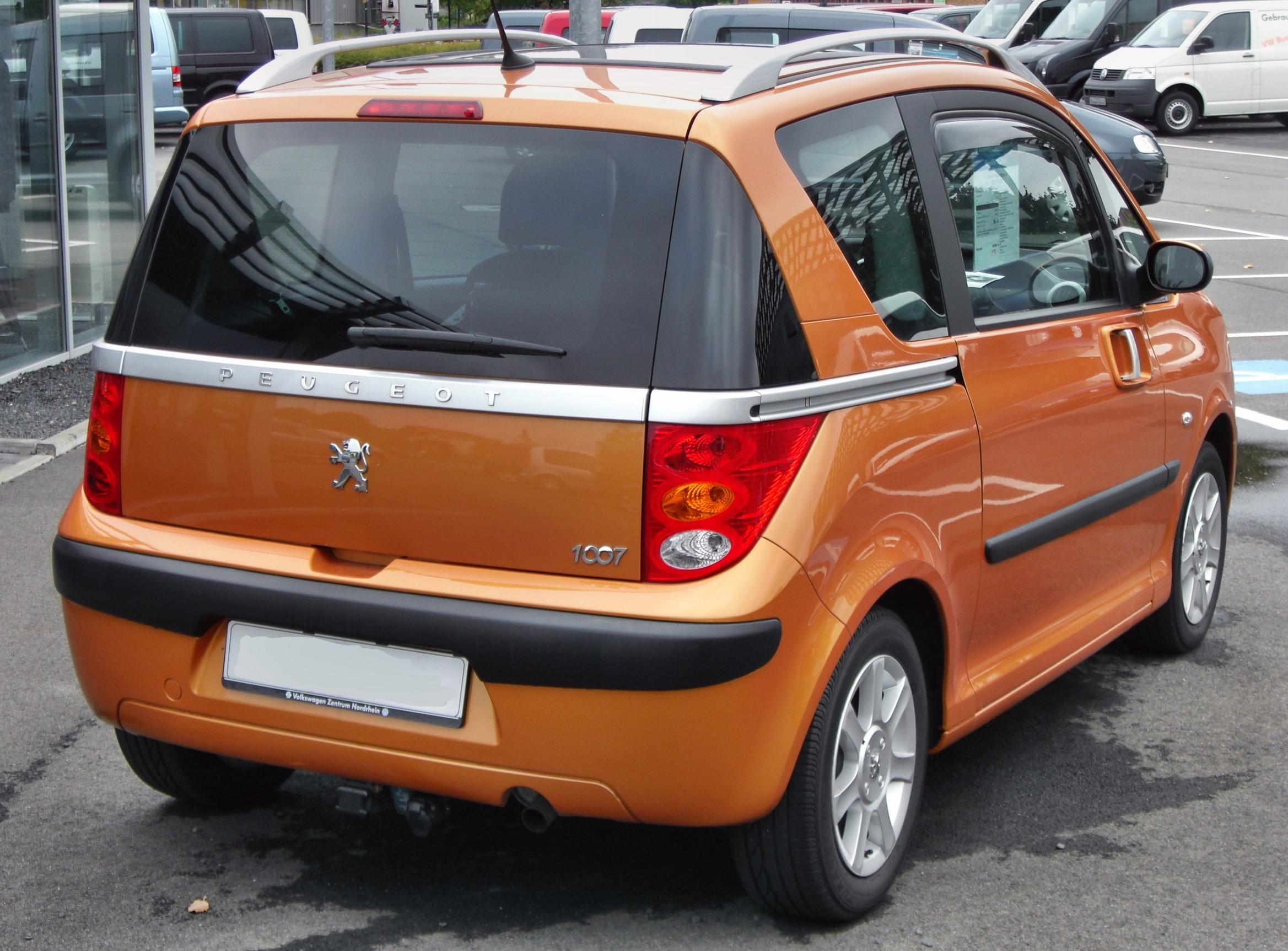
نمای عقب
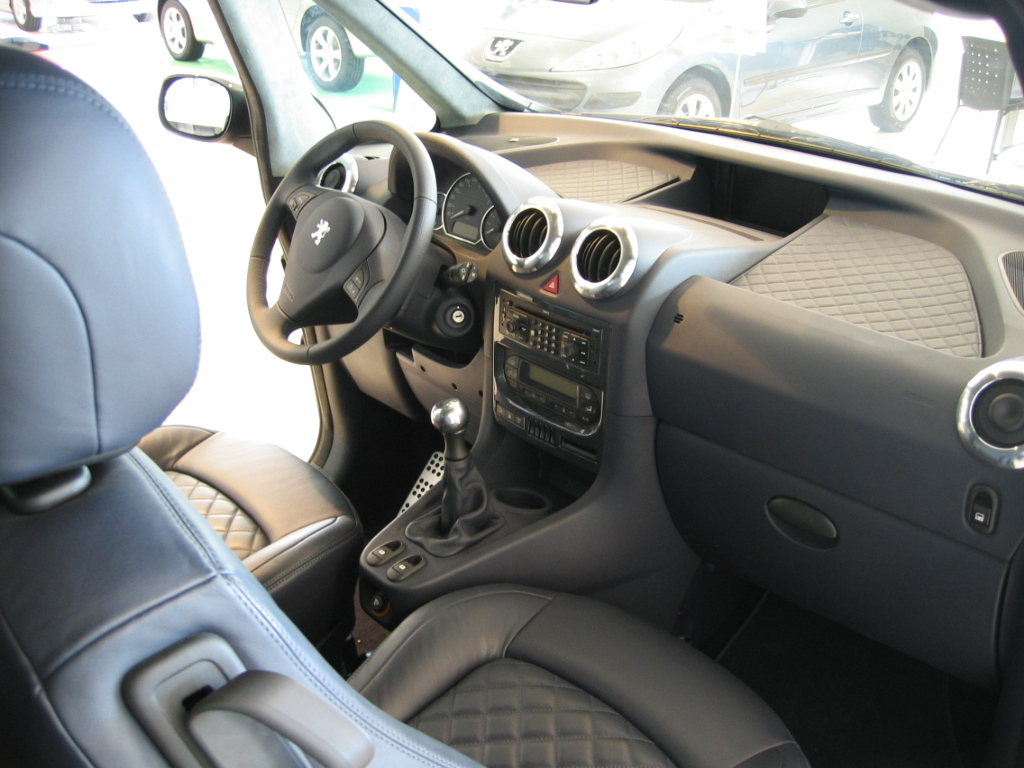
نمای داخلی

## ویژگی‌ها
۱۰۰۷ اولین خودروی رایج پژو است که دارای عددی با دو صفر در وسط است. در کشورهای انگلیسی زبان، این نام با تلفظ "ten oh seven" به بازار عرضه شد.
پژو که کمپین تبلیغاتی ۱۰۰۷ را در ابتدا با تلفظ "one double oh seven" و تبلیغ به سبک جیمز باند به راه انداخت، استراتژی تبلیغاتی خود را تحت فشار صاحبان امتیاز باند اصلاح کرد. معمولاً به آن «هزار و هفت» (one thousand and seven) نیز گفته می‌شد. در فرانسه، این خودرو با عنوان "mille sept" به بازار عرضه شد.

## توقف تولید
۱۰۰۷ در سال ۲۰۰۸ از مدل‌های پژو در بریتانیا کنار گذاشته شد؛ اگرچه این خودرو تا پایان سال ۲۰۰۹ همچنان در سرزمین اصلی تولید می‌شد.

## بازخورد
اگرچه مدل مفهومی با استقبال خوب مردم مواجه شد؛ اما پس از تولید، ۱۰۰۷ به عنوان یکی از بزرگ‌ترین شکست‌های فروش پژو در نظر گرفته شد. به‌طور کلی، به دلیل فروش ضعیف، تولید هر دستگاه ۱۰۰۷ برای پژو ۱۵٬۳۸۰ یورو ضرر به همراه داشت.

## موتورها
| موتورهای بنزینی |                          |                      |                                                   |                              |                              |                                            |          |                   |
| مدل             | موتور                    | حجم سی‌سی (اینچ مکعب) | قدرت                                              | گشتاور                       | ۰–۱۰۰ کیلومتر بر ساعت، ثانیه | حداکثر سرعت کیلومتر بر ساعت (مایل بر ساعت) | جعبه‌دنده | انتشار CO2 (g/km) |
| ۱٫۴ لیتر        | تی‌یو۳ ۴-خطی              | ۱٬۳۶۰ (۸۳)           | ۵۵ کیلووات؛ ۷۴ اسب بخار ترمز (۷۵ اسب بخار متری)   | ۸۹ نیوتن متر (۶۶ پوند-فوت)   | ۱۴٫۴                         | ۱۶۵ کیلومتر بر ساعت (۱۰۳ مایل بر ساعت)     | TBA      | ۱۵۳               |
| ۱٫۴ لیتر        | ئی‌تی۳ ۴-خطی ۱۶ سوپاپ     | ۱٬۳۶۰ (۸۳)           | ۶۵ کیلووات؛ ۸۷ اسب بخار ترمز (۸۸ اسب بخار متری)   | ۱۳۳ نیوتن متر (۹۸ پوند-فوت)  | ۱۳٫۶                         | ۱۷۳ کیلومتر بر ساعت (۱۰۷ مایل بر ساعت)     | TBA      | ۱۵۳               |
| ۱٫۶ لیتر        | تی‌یو۵ ۴-خطی ۱۶ سوپاپ     | ۱٬۵۸۷ (۹۷)           | ۸۱ کیلووات؛ ۱۰۸ اسب بخار ترمز (۱۱۰ اسب بخار متری) | ۱۱۰ نیوتن متر (۸۱ پوند-فوت)  | ۱۲٫۰                         | ۱۹۰ کیلومتر بر ساعت (۱۲۰ مایل بر ساعت)     | TBA      | ۱۶۳               |
| موتورهای دیزلی  |                          |                      |                                                   |                              |                              |                                            |          |                   |
| ۱٫۴ لیتر        | دی‌وی۴ اچ‌دی‌آی دیزلی ۴-خطی | ۱٬۳۹۸ (۸۵)           | ۵۰ کیلووات؛ ۶۷ اسب بخار ترمز (۶۸ اسب بخار متری)   | ۱۶۰ نیوتن متر (۱۲۰ پوند-فوت) | ۱۵٫۴                         | ۱۶۰ کیلومتر بر ساعت (۹۹ مایل بر ساعت)      | TBA      | ۱۱۵               |
| ۱٫۶ لیتر        | دی‌وی۶ اچ‌دی‌آی دیزلی ۴-خطی | ۱٬۵۶۰ (۹۵)           | ۸۲ کیلووات؛ ۱۰۹ اسب بخار ترمز (۱۱۱ اسب بخار متری) | ۱۹۴ نیوتن متر (۱۴۳ پوند-فوت) | ۱۰٫۶                         | ۱۸۵ کیلومتر بر ساعت (۱۱۵ مایل بر ساعت)     | TBA      | ۱۲۵               |

## آمار تولید و فروش
| سال  | فروش جهانی | تولید جهانی | یادداشت‌ها |
| ۲۰۰۴ | ۱٬۱۰۰      | ن/م         | —         |
| ۲۰۰۵ | ۵۳٬۸۰۰     | ن/م         | —         |
| ۲۰۰۶ | ۳۴٬۱۰۰     | ن/م         | —         |
| ۲۰۰۷ | ۱۸٬۶۰۰     | ن/م         | —         |
| ۲۰۰۸ | ۱۱٬۰۰۰     | ن/م         | —         |
| ۲۰۰۹ | ۵٬۲۰۰      | ۴٬۸۰۰       | —         |
| ۲۰۱۰ | ۱۰۰        | ۰           | —         |